# Registro degli operatori di comunicazione
Il Registro degli operatori di comunicazione, comunemente definito con l'acronimo ROC, è uno specifico elenco istituito in Italia dalla legge 31 luglio 1997, n. 249, inglobando il Registro nazionale della Stampa italiana e  il Registro nazionale delle imprese radiotelevisive, al quale debbono obbligatoriamente iscriversi i soggetti destinatari di concessioni o autorizzazione in materia di comunicazione.
In particolare:
- le imprese concessionarie di pubblicità da trasmettere mediante impianti radiofonici o televisivi o da diffondere su giornali quotidiani o periodici;
- le imprese di produzione e distribuzione dei programmi radiofonici e televisivi;
- le imprese editrici di giornali quotidiani, di periodici o riviste e le agenzie di stampa di carattere nazionale;
- le imprese fornitrici di servizi telematici e di telecomunicazioni, compresa l'editoria elettronica e digitale.

Nel  ROC, la cui tenuta e regolamentazione è affidata all'Autorità per le garanzie nelle comunicazioni, sono altresì censite le infrastrutture di diffusione operanti nel territorio nazionale.